# أحمد بابا مسكه
أحمد بابا ولد أحمد مسكه (18 مايو 1935 - 14 مارس 2016) كاتب ودبلوماسي موريتاني ومناهض للاستعمار الفرنسي في موريتانيا. وُلِد في مدينة شنقيط سنة 1935 وتُوفِّي في باريس في 14 مارس 2016. شارك وهو طالب في تأسيس اتحاد الشباب الموريتاني الذي كان أمينه العام. انضم سنة 1956 إلى حركة الشبيبة والتي أصبحت سنة 1958 حزبا يكافح ضد الاستعمار الفرنسي. تولى أحمد بابا مناصب رفيعة بعد استقلال موريتانيا من بينها سفير في ساحل العاج وأفريقيا بين عامي 1964 و1966.
اعتُقِل مع وزراء آخرين عقب أحداث 1966 العرقية، وأطلق سراحه بعد ذلك فعمل في دكار، وأستاذا جامعيا في فرنسا.